# Revisiting Melancholie der Engel
Revisiting Melancholie der Engel ist eine deutsch-schwedische Dokumentation von Magnus Blomdahl über den Filmregisseur Marian Dora, der von der Produktion und den Hintergründen des Werkes Melancholie der Engel (2009) handelt. Seine Premiere feierte der Film beim BUT Filmfestival am 2. September 2017. Außerdem wurde er am 16. März 2018 auf dem Starburst International Film Festival in Manchester aufgeführt.

## Inhalt
In Bomdahls Dokumentarfilm geht es in erster Linie um die Person Marian Dora, den Regisseur des umstrittenen Films „Melancholie der Engel“, um die Drehorte und um die Bedingungen, unter denen der Film gedreht wurde, sowie um die Meinungsverschiedenheiten zwischen Regisseur und Produzent Georg Treml, was den endgültigen Schnitt betrifft.
Sowohl Dora als auch Blomdahl geben einen Kommentar zum Film, es gibt eine Auswahl von Szenen, die dem Schnitt zum Opfer gefallen sind, sowie eine Würdigung des italienischen Schauspielers Peter Martell, der ein Jahr nach Drehende des Films verstorben war.

## Hintergrund
Nachdem  der schwedische Filmproduzent Magnus Blomdahl lange vergeblich versucht hatte, mit Marian Dora oder Leuten aus seinem Umfeld Kontakt aufzunehmen, kam es zu einem Treffen mit Dora in einem deutschen Hotel.
Obwohl der Versuch eines Interviews mit Dora scheiterte, entstand aus dem Treffen die Idee einer Dokumentation über die Entstehung des Films „Melancholie der Engel“.

## Veröffentlichung
Der Film wurde 2017 und 2018 auf einigen auf Horror- und Splatterfilme spezialisierten Festivals gezeigt.
- 2017: BUT Filmfestival, Breda, Niederlande
- 2017: STUFF MX Filmfestival, Mexiko
- 2018: Starburst International Filmfestival, Manchester

2017 produzierte das Label Black Lava Entertainment eine DVD.